# 六安縣
六安县，中国旧县名，在今安徽省六安市境。
北宋开宝四年（971年），并霍山县、盛唐县为六安县，隶寿州。政和六年（1118年），六安县升为六安军。南宋绍兴十三年（1143年），废军为县，后有废置，终为六安军所辖。。元朝时，六安军改为六安州，仍属之。明朝洪武四年（1371年）二月，六安州属中都临濠府，州治六安县省入。十五年（1382年），改属庐州府。清朝时，六安州为六安直隸州。民国初年，全国废州县，改六安直隶州为六安县。属安徽省。
1949年1月2日，皖西独立旅、三分区独立团短暂攻占六安城。21日，中共政权再度攻占六安县城，中华民国政府对六安的管辖结束。中共皖西区党委和皖西三地委党政军机关由舒城县晓天、六安县毛坦厂迁至六安城。3月上旬，中国人民解放军抵六安县境，准备渡江战役。6月，六安县、六安市合并为六安县。建立皖北六安行政区。1949年后，属六安专区、六安地区。1992年，六安县并入六安市（县级市）。